# Mixed-Staffel (Radsport)
Die Mixed-Staffel (offiziell englisch team time trial mixed relay, deutsch Teamzeitfahren-Mixed-Staffel) ist eine Disziplin des Straßenradsports, bei der ein Mannschaftszeitfahren der Männer mit einem der Frauen kombiniert wird.

## Modus
Eine gemischte Staffel wird aus je drei Männern und drei Frauen aus dem Kreis der Nationalmannschaften, aus Elite und U23-Kategorie gebildet. Zunächst starten drei Männer und werden nach Passieren des zweiten Mannes von drei Frauen abgelöst, welche die zweite Hälfte der Distanz bestreiten. Die Zeitmessung erfolgt nach der zweiten Sportlerin im Ziel. Außerhalb von UCI-Straßen-Weltmeisterschaften kann das Reglement je Geschlecht eine Anzahl der Fahrer von zwei bis sechs vorsehen.

## Geschichte
Von 1962 bis 1994 wurde das Mannschaftszeitfahren für Vierer-Nationalmannschaften bei Straßen-Weltmeisterschaften ausgetragen. Diese Tradition wurde ab 2012 als Wettbewerb mit sechs Fahrern für kommerzielle Radsportteams wieder aufgenommen. Der Wettbewerb stieß auf Kritik von Seiten vieler Teams, vor allem aufgrund der damit verbundenen hohen Kosten. 2017 kündigte der Präsident des Weltradsportverbandes UCI, David Lappartient, an, den Wettbewerb 2020 abzuschaffen. Diese Entscheidung wurde von Fahrerinnen und Fahrern und kleineren Teams bedauert.
Im Rahmen der UCI-Straßen-Weltmeisterschaften 2018 in Innsbruck gab der Weltradsportverband UCI bekannt, dass das Mannschaftszeitfahren dort zum letzten Mal ausgetragen wurde und der neue Zeitfahr-Wettbewerb eingeführt werde. Das neue Format mache es den nationalen Verbänden möglich, Mannschaften aus den Zeitfahrspezialisten und -spezialistinnen zu bilden. Organisatoren könnten dafür die Strecken nutzen, die schon für die Einzelzeitfahren und die Straßenrennen vorgesehen seien. Zudem sei dieser Wettbewerb ein Schritt zu mehr Gleichberechtigung im Radsport.
Die Abschaffung des Mannschaftszeitfahren und die Einführung des neuen Wettbewerbs stieß auch auf Kritik. So nannte Matthew White, der Sportliche Leiter von Mitchelton-Scott, diesen einen „Micky-Maus-Event“. Der Teammanager von Quick-Step Floors, Patrick Lefevere, bezeichnete dessen Einführung als „lächerlich“.
Die Mixed-Staffel wurde 2019 bei den Straßenweltmeisterschaften in Yorkshire erstmals ausgetragen. Schon zuvor hatte der Wettbewerb auf europäischer Ebene seine Premiere bei den Straßeneuropameisterschaften in Alkmaar. Bei den Afrika-Meisterschaften wird die Mixed-Staffel seit 2021 ausgetragen. Bei den Europameisterschaften 2022 wurden erstmals auf diesem Niveau Mixed-Staffeln im Junioren- und U23-Bereich ausgetragen, hier mit jeweils zwei männlichen und zwei weiblichen Teilnehmern; in der Elite-Klasse verzichtete man auf diesen Wettbewerb.